# Joan Oumari
Joan Oumari (19 de agosto de 1988) es un futbolista alemán de ascendencia libanesa que juega como defensa.

## Selección nacional
Joan Oumari jugó 34 veces y marcó cuatro goles para la selección de fútbol de Líbano.

## Clubes
| Club                        | País                   | Año       |
| --------------------------- | ---------------------- | --------- |
| Füchse Berlin Reinickendorf | Alemania               | 2007-2008 |
| SV Babelsberg 03            | Alemania               | 2008-2011 |
| FC Rot-Weiß Érfurt          | Alemania               | 2011-2013 |
| FSV Fráncfort               | Alemania               | 2013-2015 |
| Sivasspor                   | Turquía                | 2015-2016 |
| Al-Nasr                     | Emiratos Árabes Unidos | 2016-2019 |
| Sagan Tosu (cedido)         | Japón                  | 2018      |
| Vissel Kobe                 | Japón                  | 2019      |
| F. C. Tokyo                 | Japón                  | 2020-2021 |
| Sagan Tosu                  | Japón                  | 2022      |

## Estadísticas

### Selección nacional
| Selección de fútbol de Líbano | Selección de fútbol de Líbano | Selección de fútbol de Líbano |
| Año                           | Part.                         | Goles                         |
| ----------------------------- | ----------------------------- | ----------------------------- |
| 2013                          | 1                             | 0                             |
| 2014                          | 0                             | 0                             |
| 2015                          | 8                             | 2                             |
| 2016                          | 4                             | 0                             |
| 2017                          | 2                             | 0                             |
| 2018                          | 1                             | 0                             |
| Total                         | 16                            | 2                             |

## Palmarés

### Títulos nacionales
| Título             | Club        | País  | Año  |
| ------------------ | ----------- | ----- | ---- |
| Copa del Emperador | Vissel Kobe | Japón | 2019 |
| Copa J. League     | F. C. Tokyo | Japón | 2020 |